# Roscoe Tanner
Roscoe Tanner, ameriški tenisač, * 15. oktober 1951, Chattanooga, Tennessee, ZDA.
Roscoe Tanner je nekdanja številka štiri na moški teniški lestvici in zmagovalec enega posamičnega turnirja za Grand Slam, še enkrat pa je zaigral v finalu. Uspeh kariere je dosegel z zmago na turnirju za Odprto prvenstvo Avstralije januarja 1977, ko je v finalu premagal Guillerma Vilasa v treh nizih. V finalu je zaigral še na turnirju za Odprto prvenstvo Anglije leta 1979, ko ga je v finalu v petih nizih premagal Björn Borg. Na turnirjih za Odprto prvenstvo ZDA se je najdlje uvrstil v polfinale v letih 1974 in 1979, na turnirjih za Odprto prvenstvo Francije pa v četrti krog leta 1978. Najvišjo uvrstitev na moški teniški lestvici je dosegel 30. julija 1979, ko je zasedal četrto mesto.

## Posamični finali Grand Slamov (2)

### Zmage (1)
| Leto    | Turnir                      | Nasprotnik v finalu | Rezultat finala |
| 1977jan | Odprto prvenstvo Avstralije | Guillermo Vilas     | 6–3, 6–3, 6–3   |

### Porazi (1)
| Leto | Turnir                   | Nasprotnik v finalu | Rezultat finala              |
| 1979 | Odprto prvenstvo Anglije | Björn Borg          | 7–6(7–4), 1–6, 6–3, 3–6, 4–6 |